# Eliminatoria al Torneo Sub-17 de la Concacaf de 2003
La Eliminatoria al Torneo Sub-17 de la Concacaf de 2003 se llevó a cabo entre agosto de 2002 y enero de 2003 para definir a los clasificados a la fase final del torneo.

## Zona Caribe

### Ronda preliminar
| Equipo 1             | Agr. | Equipo 2                  | Ida  | Vuelta |
| -------------------- | ---- | ------------------------- | ---- | ------ |
| Dominica             | 0-3  | Guyana                    | 0-2  | 0-1    |
| República Dominicana | 11-3 | Puerto Rico               | 5-0  | 6-3    |
| San Vicente          | 1-5  | Barbados                  | 1-4  | 0-1    |
| Islas Vírgenes USA   | 0-25 | Santa Lucía               | 0-15 | 0-10   |
| Anguila              | w.o. | S/K Nevis                 | -    | -      |
| Antigua y Barbuda    | w.o. | Montserrat                | -    | -      |
| Surinam              | w.o. | Antillas Neerlandesas     | -    | -      |
| Aruba                | w.o. | Islas Vírgenes Británicas | -    | -      |

### Primera ronda

#### Grupo A
Los partidos se jugaron en Bermudas del 30 de octubre al 3 de noviembre.
| País              | J | G | E | P | GF | GC | Pts |
| ----------------- | - | - | - | - | -- | -- | --- |
| Bermudas          | 3 | 1 | 1 | 1 | 6  | 2  | 4   |
| Guyana            | 3 | 1 | 1 | 1 | 4  | 4  | 4   |
| Santa Lucía       | 3 | 1 | 1 | 1 | 3  | 7  | 4   |
| Trinidad y Tobago | 3 | 0 | 3 | 0 | 2  | 2  | 3   |

| Equipo 1          | Resultado | Equipo 2          |
| ----------------- | --------- | ----------------- |
| Trinidad y Tobago | 1-1       | Guyana            |
| Bermudas          | 5-0       | Santa Lucía       |
| Santa Lucía       | 0-0       | Trinidad y Tobago |
| Guyana            | 1-0       | Bermudas          |
| Santa Lucía       | 3-2       | Guyana            |
| Bermudas          | 1-1       | Trinidad y Tobago |

#### Grupo B

##### Primera ronda
| Equipo 1          | Agr. | Equipo 2 | Ida | Vuelta |
| ----------------- | ---- | -------- | --- | ------ |
| Antigua y Barbuda | 8-1  | Granada  | 2-0 | 6-1    |
| S/K Nevis         | 2-7  | Jamaica  | 1-5 | 1-2    |

##### Segunda ronda
| Equipo 1 | Agr. | Equipo 2          | Ida | Vuelta |
| -------- | ---- | ----------------- | --- | ------ |
| Jamaica  | 6-2  | Antigua y Barbuda | 6-1 | 0-1    |

#### Grupo C
Los partidos se jugaron en la República Dominicana del 23 al 27 de octubre.
| País                 | J | G | E | P | GF | GC | Pts |
| -------------------- | - | - | - | - | -- | -- | --- |
| República Dominicana | 3 | 2 | 1 | 0 | 13 | 4  | 7   |
| Haití                | 3 | 2 | 0 | 1 | 8  | 4  | 6   |
| Barbados             | 3 | 1 | 1 | 1 | 9  | 4  | 4   |
| Islas Caimán         | 3 | 0 | 0 | 3 | 2  | 20 | 0   |

| Equipo 1             | Resultado | Equipo 2             |
| -------------------- | --------- | -------------------- |
| República Dominicana | 2-2       | Barbados             |
| Haití                | 5-1       | Islas Caimán         |
| Islas Caimán         | 1-9       | República Dominicana |
| Barbados             | 1-2       | Haití                |
| Islas Caimán         | 0-6       | Barbados             |
| República Dominicana | 2-1       | Haití                |

#### Grupo D
Los partidos se jugaron en Cuba del 27 al 31 de octubre.
| País    | J | G | E | P | GF | GC | Pts |
| ------- | - | - | - | - | -- | -- | --- |
| Cuba    | 3 | 3 | 0 | 0 | 12 | 1  | 9   |
| Surinam | 3 | 2 | 0 | 1 | 9  | 3  | 6   |
| Aruba   | 3 | 1 | 0 | 2 | 3  | 8  | 3   |
| Bahamas | 3 | 0 | 0 | 3 | 0  | 12 | 0   |

| Equipo 1 | Resultado | Equipo 2 |
| -------- | --------- | -------- |
| Cuba     | 5-0       | Aruba    |
| Surinam  | 5-0       | Bahamas  |
| Bahamas  | 0-5       | Cuba     |
| Surinam  | 3-1       | Aruba    |
| Cuba     | 2-1       | Surinam  |
| Aruba    | 2-0       | Bahamas  |

### Segunda ronda
| Equipo 1 | Agr. | Equipo 2             | Ida | Vuelta |
| -------- | ---- | -------------------- | --- | ------ |
| Bermudas | 0-2  | Cuba                 | 0-0 | 0-2    |
| Jamaica  | 5-0  | República Dominicana | 4-0 | 1-0    |

## Zona Centroamérica

### Grupo A
Los partidos se jugaron en Siguatepeque, Honduras del 10 al 14 de diciembre.
| País        | J | G | E | P | GF | GC | Pts |
| ----------- | - | - | - | - | -- | -- | --- |
| El Salvador | 2 | 2 | 0 | 0 | 6  | 0  | 6   |
| Honduras    | 2 | 1 | 0 | 1 | 6  | 1  | 3   |
| Nicaragua   | 2 | 0 | 0 | 2 | 0  | 11 | 0   |

| Equipo 1    | Resultado | Equipo 2    |
| ----------- | --------- | ----------- |
| El Salvador | 5-0       | Nicaragua   |
| Honduras    | 0-1       | El Salvador |
| Nicaragua   | 0-6       | Honduras    |

### Grupo B
Los partidos se jugaron en Colón, Panamá del 15 al 19 de enero.
| País       | J | G | E | P | GF | GC | Pts |
| ---------- | - | - | - | - | -- | -- | --- |
| Costa Rica | 2 | 1 | 1 | 0 | 10 | 2  | 4   |
| Panamá     | 2 | 1 | 1 | 0 | 6  | 2  | 4   |
| Belice     | 2 | 0 | 0 | 2 | 0  | 12 | 0   |

| Equipo 1   | Resultado | Equipo 2   |
| ---------- | --------- | ---------- |
| Belice     | 0-8       | Costa Rica |
| Panamá     | 4-0       | Belice     |
| Costa Rica | 2-2       | Panamá     |